# Villageois de Léon
Les Villageois de Léon est une des plus emblématiques œuvres de maturité du peintre espagnol Joaquín Sorolla (1863-1923). C'est une huile sur toile de grandes dimensions  198,6 x 253,6 cm.

## Historique de l’œuvre
Selon le chercheur et directeur du Musée Textile de Val de Saint-Laurent de Léon, Miguel Ángel Cordero, son exécution a lieu au cours des visites que l'artiste réalise dans cette région entre 1902 et 1913, «en cherchant [surtout] la richesse de [ses] costumes paysans».
En 1908, un an après sa réalisation, la pièce fait partie de l'ensemble d’œuvres présentées aux Grafton Galleries de Londres où elle attire puissamment l'attention d'Archer Milton Huntington, fondateur en 1904 de l'Hispanic Society of America. L'année suivante (1909), le magnat américain organise la première exposition d’œuvres de Sorolla à New York, et il achète le jour de l'inauguration les tableaux Villageois de Léon et Soleil du soir. Il commente la première toile comme un « groupe attrayant […] avec ses ânes brillamment enharnachés ». Enfin, il le chargea de la réalisation des quatorze panneaux qui constituent sa Vision d'Espagne, qui décorent un des salons de l'institution.

## Sources

### Hemérographie
- Andrea Aguilar, « Premio Princesa de Asturias de Cooperación 2017 para la Hispanic Society] », El País,‎ 18 mai 2017 (lire en ligne)  Édition digitale.
- Miguel Ángel Cordero López, « Escuchar con la mirada: Val de San Lorenzo, 1926-2013 », Argutorio, no 30,‎ 2013, p. 103-105 (ISSN 1575-801X)
- Cristina Fanjul, « Un cuadro de León fue el origen de la relación de Sorolla con Huntington », Diario de León,‎ 14 décembre 2013 (lire en ligne)

### Presse historique
- Sebastián Cruset, « Sorolla en el Museo de la Sociedad Hispánica de América en Nueva York] », La Ilustración Artística, Barcelona, no 1422,‎ 29 mars 1909, p. 218-220 (lire en ligne)
- R. S., « Gran triunfo de Sorolla », La Correspondencia de España, Madrid, información no 18 664,‎ 19 mars 1909, p. 3
- REDACCIÓN, « Anécdota graciosa », La Defensa, Alcoy, no 1277,‎ 20 mai 1908, p. 1
- REDACCIÓN, « Anécdota graciosa », Diario de Reus, no 126,‎ 28 may. 1908, p. 2
- REDACCIÓN, « Sorolla en América », El Imparcial, Madrid, no 15058,‎ 12 février 1909, p. 3
- REDACCIÓN, « Sorolla en América », La Correspondencia de Valencia, no 10664,‎ 12 février 1909, p. 6
- REDACCIÓN, « Sorolla en América », El País, Madrid,‎ 13 février 1909, p. 2